# Хади Техрани
Хади Техрани е известен ирански архитект, който живее и работи в Германия.

## Биография
Роден е на 2 февруари 1954 година в Техеран, Иран. От 1977 до 1984 следва архитектура в Техническия университет в Брауншвайг, Германия. От 1989 до 1991 преподава архитектура в Техническия университет в Аахен. През 1991 година Техрани създава заедно с Йенс Боте и Кай Рихтер архитектурното бюро BRT Architekten в Хамбург. През 1999 година Техрани става член на свободната академия на изкуствата в Хамбург.

## Проекти
- Централата на Swiss Re за Германия, Мюнхен
- Doppel-X-Хоххаус, Хамбург
- Берлинска дъга до Берлинската порта, Хамбург
- Офис сграда Dockland, Хамбург
- Мол Europa Passage, Хамбург
- Жп гара за дълги дестинации на Летище Франкфурт
- Kranhaus в Кьолн, ансамбъл от една жилищна и две офис гради, които символизират речни кранове